# Самойленко Юрій Олегович
Юрій Олегович Самойленко (позивний «Янов»; 13 грудня 1987, м. Обухів, Київська область — 10 вересня 2022) — український доброволець, старший лейтенант, учасник російсько-української війни.

## Життєпис
Народився в місті Обухів Київської області. Навчався в ЗОШ № 5, у старших класах перейшов навчатися до Обухівського ліцею № 1 ім. А. Малишка.
2006 року вступив до Міжрегіональної Академії управління персоналом, яку закінчив 2011 року за спеціальністю «менеджмент організацій місцевого самоврядування».
Деякий час працював у торгівлі, а згодом пішов на контрактну службу у військову частину в Підгірцях Обухівського району.
2014 року став добровольцем у батальйоні міліції особливого призначення «Золоті ворота». 
Під час служби в батальйоні познайомився і почав зустрічатися з майбутньою дружиною Анастасією Цебринською, яка також служила в батальйоні. У 2016 році пара одружилася. Згодом у сім'ї народилася донька Оленка.
2016 року звільнився та вступив до Національного університету оборони України ім. Івана Черняховського, де вчився й проходив підготовку за програмою підготовки офіцерів запасу. Працював інструктором зі стрільби у тирі.
Згодом підписав контракт в ЗСУ, служив у 135 батальйоні територіальної оборони Обухівського району. Після початку повномасштабного російського вторгнення став лідером групи футбольних хуліганів клубу Арсенал-Київ, відомих своїми лівими антифашистськими поглядами, які пішли служити в теробороні. Сам Юрій був давнім учасником антифашистського руху.
Влітку 2022 року перевівся до 6-го батальйону Добровольчого українського корпусу, де служив на посаді заступника командира батальйону, а згодом — командира роти.
Брав участь у Балаклійському прориві, на одному з бойових завдань 9 вересня отримав кульове поранення у живіт. Був евакуйований до лікарні, де його прооперували, але 10 вересня о 01:40 серце зупинилося.
Посмертно нагороджений Орденом Богдана Хмельницького III ступеня.